# برخورد

در برخورد دو جسم در زمان کوتاه تماس، نیروهایی به هم اعمال می‌کنند. به علت برقراری قانون سوم نیوتون در مورد نیروهای برخوردی، نیرویی که یکی از اجسام به دیگری وارد می‌کند از نظر اندازه مساوی ولی در خلاف جهت نیرویی است که از طرف جسم مقابل به آن وارد شده‌است.
قوانین پایستگی انرژی مکانیکی و پایستگی تکانه خطی، دقیقاً برقرار بوده (پایستگی انرژی جنبشی همواره برقرار نیست) و به ما این امکان را می‌دهد تا نتیجه برخورد را پیش‌بینی کنیم.
هرگاه در برخورد انرژی جنبشی پایسته باشد انرژی پتانسیل نیز پایسته خواهد بود.

## تکانه خطی در برخورد

در این پویانمایی می‌توان قانون پایستگی انرژی و قانون پایستگی تکانه را بین دو جسم برخوردکننده با جرم برابر مشاهده کرد.

هر گاه دو جسم با هم برخورد کنند، در صورتی که با هم یک تک سیستم تلفیقی شوند، نیرویی که هر کدام در خلال تماس بر دیگری وارد می‌آورد، نیرویی داخلی است.
تکانه‌ی خطی کل بدون تغییر باقی می‌ماند، بنابراین می‌توان نوشت:

بنابراین:
با توجه به قانون پایستگی انرژی می‌توانیم بنویسیم:

در اینجا کمیت Q وارد شده‌است تا بر کاهش یا افزایش خالص انرژی جنبشی, ناشی از برخورد، دلالت کند.

در حالت برخورد کشسان, انرژی جنبشی کل تغییر نمی‌کند، از این رو ۰ = Q است.
اگر کاهش انرژی پیش بیاید، در این صورت Q مثبت است و این برخورد را انرژی‌زا (گرمازا) می‌گویند.
اما اگر اتفاقا بر اثر برخورد انرژی تولید شود، مثلاً هرگاه برخوردی انفجاری روی یکی از اجسام پیش آید، در این حالت Q منفی است و برخورد انرژی‌گیر (گرماگیر) خواهد بود.

## برخورد مستقیم (یک بعدی)
حالت خاص برخورد رو در روی دو جسم یا ذره، را که در آن حرکت کاملاً بر یک خط مستقیم (محور x) صورت می‌گیرد، در نظر می‌گیریم.

### تعیین سرعت
این که سرعت بعد از برخورد چه مقداری باشد بستگی به پایسته بودن یا نبودن انرژی جنبشی دارد.

#### در صورت پایستگی انرژی جنبشی
در این حالت مقدار Q برابر با صفر خواهد بود. اگر {\displaystyle v_{1}} و {\displaystyle v_{2}} سرعت‌های اولیه دو جسم که در امتداد یک خط مستقیم حرکت کرده و به هم برخورد کرده‌اند در دست باشد با به کار گرفتن قانون پایستگی تکانه و قانون پایستگی انرژی جنبشی می‌توان سرعت‌های دو جسم را بعد از برخورد به دست آورد. بنابراین:

#### در صورت پایسته نبودن انرژی جنبشی
در این حالت مقدار Q را می‌دانیم. در این‌گونه مسائل اغلب اوقات بهتر است که با پارامتر دیگر,
{\displaystyle \epsilon }, به نام ضریب بازگشت آشنا شویم.
این کمیت عبارت است از نسبت سرعت جدا شدن {\displaystyle v'} به سرعت نزدیک شدن، یعنی {\displaystyle v}.
بنابر نمادگذاری ما در اینجا می‌توان {\displaystyle \epsilon } را از این قرار نوشت:
مقدار {\displaystyle \epsilon } عمدتاً به ترکیب و ساختار فیزیکی دو جسم بستگی دارد.
در حالت برخورد کشسان, مقدار {\displaystyle \epsilon =1} می‌باشد و در آن {\displaystyle Q=0} است، که قبلاً بررسی شد.

در حالت برخورد کاملاً ناکشسان, دو جسم بعد از برخورد به هم می‌چسبند، به طوری که
{\displaystyle \epsilon =0} است.

برخورد کاملاً ناکشسان بین دو جسم با جرم برابر. سرعت بعد از برخورد نصف می‌شود، زیرا جرم دو برابر شده.

در مورد اکثر اجسام حقیقی مقدار {\displaystyle \epsilon } بین دو مقدار ۰ و ۱ است.
حال می‌توانیم مقادیر سرعت نهایی را محاسبه کنیم. نتیجه عبارت خواهد بود از:

### اتلاف انرژی
در حالت کلی برخورد ناکشسان مستقیم، بین اتلاف انرژی Q و ضریب بازگشت رابطهٔ زیر برقرار است:
که در آن {\displaystyle \mu ={\frac {m_{1}m_{2}}{m_{1}+m_{2}}}} عبات است از جرم کاهیده,
و {\displaystyle v=|v_{2}-v_{1}|} عبارت است از سرعت نسبی دو جسم قبل از برخورد.

## ضربه در برخورد
نیروهایی فوق‌العاده کوتاه مدت که تحت برخورد وارد می‌شود نیروهای ضربه‌ای نامیده می‌شوند.
اگر بازه زمانی برخورد از t۱ تا t۲ باشد (این بازه زمانی عبارت است از مدت زمانی که در خلال آن نیروی مورد نظر وارد می‌آید), و نیرویی که در حین برخورد اعمال شده F باشد در این صورت ضربه که آن را با J نشان می‌دهیم چنین بیان می‌شود:
{\displaystyle J={\boldsymbol {\Delta }}(m\mathbf {v} )=\int _{t_{1}}^{t_{2}}\mathbf {F} dt}
یکای اس‌آی ضربه نیوتون-ثانیه (N.s) است و با توجه به اینکه {\displaystyle 1N=1{\frac {kg.m}{s^{2}}}}  بنابراین یکای دیگر ضربه kg.m/s خواهد بود که همان یکای تکانه است.

## برخورد مایل (دو بعدی)
برخورد مایل زمانی رخ می‌دهد که مرکز جرم دو جسم برخورد کننده در یک راستا نباشند، مانند توپ‌ها در بازی بیلیارد.
در این حالت با توجه به اینکه نیروهای ضربه‌ای فوق‌العاده بزرگ‌اند می‌توان از سایر نیروهای وارد بر دو جسم چشم‌پوشی کرد. در نتیجه تکانه خطی کل پایسته می‌ماند.
اکنون حالت خاصی را که بررسی می‌کنیم که ذره‌ای به جرم {\displaystyle m_{1}} با سرعت اولیه {\displaystyle v_{1}} به ذره‌ای به جرم {\displaystyle m_{2}} که در حال سکون قرار دارد برخورد می‌کند.
{\displaystyle \to m_{1}v_{1}+0=m_{1}v'_{1}\cos \theta +m_{2}v'_{2}\cos \varphi }
 ثابت 
{\displaystyle P_{x}=}
: در راستای محور x

{\displaystyle \to 0+0=m_{1}v'_{1}\sin \theta -m_{2}v'_{2}\sin \varphi }
 ثابت 
{\displaystyle P_{y}=}
: در راستای محور y